# Ibertioga
 (juin 2022).
Ibertioga est une municipalité brésilienne de l'État du Minas Gerais et la microrégion de Barbacena.